# Joanna Aragońska (1478–1518)
Joanna Aragońska (ur. 15 kwietnia 1479, zm. 27 sierpnia 1518) – królowa Neapolu poprzez małżeństwo ze swym bratankiem Ferdynandem II.
Joanna urodziła się w Neapolu jako córka króla Ferdynanda I i jego drugiej żony Joanny Aragońskiej, przez co była przyrodnią siostrą Alfonsa II i Fryderyka IV.
W 1496 roku siedemnastoletnia Joanna wyszła za dwudziestosiedmioletniego Ferdynanda II, syna jej przyrodniego brata Alfonsa II, który zmarł jeszcze w tym samym roku 7 września, pozostawiając swój tron przyrodniemu bratu Joanny Fryderykowi. Wkrótce dołączyła do przebywającej w Castel Capuano swojej matki, również Joanny gdzie prowadziły razem otworzyły salon literacki, w którym spotykali się poeci pochodzenia hiszpańskiego. Około roku 1500 zamieszkała z nimi powracająca z Pragi była żona króla Węgier i Czech Macieja Korwina Beatrycze Aragońska, córka z pierwszego małżeństwa Ferdynanda I, króla Neapolu i kuzynka Joanny. W tym też czasie sporo mówiono o romansie Joanny z Janem Kastriotą - synem bądź wnukiem Skanderbega.

## Niedoszła królowa Anglii
Król Anglii Henryk VII po śmierci swojej żony Elżbiety  14 lutego 1503 roku miał czterdzieści osiem lat i wkrótce zaczął rozglądać się za nową żoną i z polecenia królowej Aragonii Izabeli I zainteresował się jej wciąż jeszcze młodą kuzynką Joanną. Izabela I chciała odwieść Henryka VII od małżeństwa z jej niedawno owdowiałą córką Katarzyną (żoną syna Henryka Artura). Henryk VII wysłał swoich ambasadorów do Neapolu w 1505 roku by przekazali mu wiadomości o wyglądzie Joanny.
Króla interesowało wszystko: kolor włosów, stan zębów wybranki, rozmiar i kształt nosa, a nawet to czy ma włoski nad górną wargą oraz jakiego rozmiaru i kształtu są jej piersi. Według odpowiedzi ambasadorów „Pani Joanna jest piękną i wdzięczną kobietą o pięknym obliczu, jasnych, miękkich i długich włosach i pełnej, dużej piersi, co jest prawdą jeśli można wierzyć modzie panującej na neapolitańskim, gdzie suknie są obszerne i pełne haftów.”
Raport ambasadorów zadowolił króla, ale planowane małżeństwo nie doszło do skutku z powodów politycznych i finansowych.
Joanna zmarła w niespełna rok po śmierci swojej matki 27 sierpnia 1518 roku na pustoszącą wówczas Neapol zarazę.